# NSU-Fiat Neckar
La NSU - Fiat 1100 est une voiture familiale de classe moyenne produite par le constructeur allemand Fiat-NSU, filiale de Fiat Italie, à partir de juin 1953.

## Histoire
À partir de 1928, les créanciers du constructeur allemand NSU Motorenwerke AG en faillite, ont vendu les divisions bicyclettes, motocyclettes et automobiles ainsi que les usines de Neckarsulm et Heilbronn, a l'italien Fiat. Après les destructions liées à la Seconde Guerre mondiale, l'usine de Heibronn a été complètement reconstruite et les modèles directement dérivés des Fiat italiennes ont été produits sous licence sous la marque Fiat-NSU.
La NSU-Fiat 1100 n'échappe pas à cette règle, c'est la copie conforme de la Fiat 1100-103 présentée au Salon de Genève en mars 1953. Cette voiture représentait une véritable révolution dans le monde automobile de l'époque avec sa carrosserie ponton, son moteur robuste et peu exigeant en consommation comme en entretien. L'original de Fiat sera fabriqué dans de très nombreux pays à travers le monde et suivra les évolutions techniques tout au long de sa très longue carrière.

## 1resérie: NSU-Fiat 1100 (1953-1955)
Remplaçante de la précédente série issue de la Fiat 1100 de 1937, pour cette nouvelle 1100, Fiat avait opté pour une refonte totale du projet abandonnant le châssis classique de l'époque et adopta une carrosserie autoporteuse, une révolution dans cette classe de voitures à l'époque.
En avril 1953, Fiat présente sa nouvelle voiture moyenne, la Fiat 1100-103. La voiture était équipée du fameux moteur Fiat type 103 de 1 089 cm3 développant 36 ch, dont la fiabilité légendaire et la grande souplesse avaient conquis l'ensemble des techniciens. (Ce même moteur a équipé bon nombre de Simca et notamment toutes les séries Aronde et P60). La carrosserie de la première version d'origine était très ronde à deux volumes et demi avec un coffre très peu marqué.
À peine 4 mois plus tard, Fiat-NSU présente cette nouvelle voiture qui sera mise en production immédiatement et recevra un accueil très favorable de la part des automobilistes allemands.

## 2esérie: NSU-Fiat Neckar 1100 (1956-62)
En septembre 1955, le constructeur présente la version dérivée de la "Fiat 1100 TV" (TV = Turismo Veloce") présentée en octobre 1953 en Italie. Il en profite pour renommer le modèle "Neckar", du nom de la rivière au bord de laquelle l'usine est construite. La voiture est équipée de la version "E" du moteur Fiat qui développe une puissance portée à 40 ch DIN.

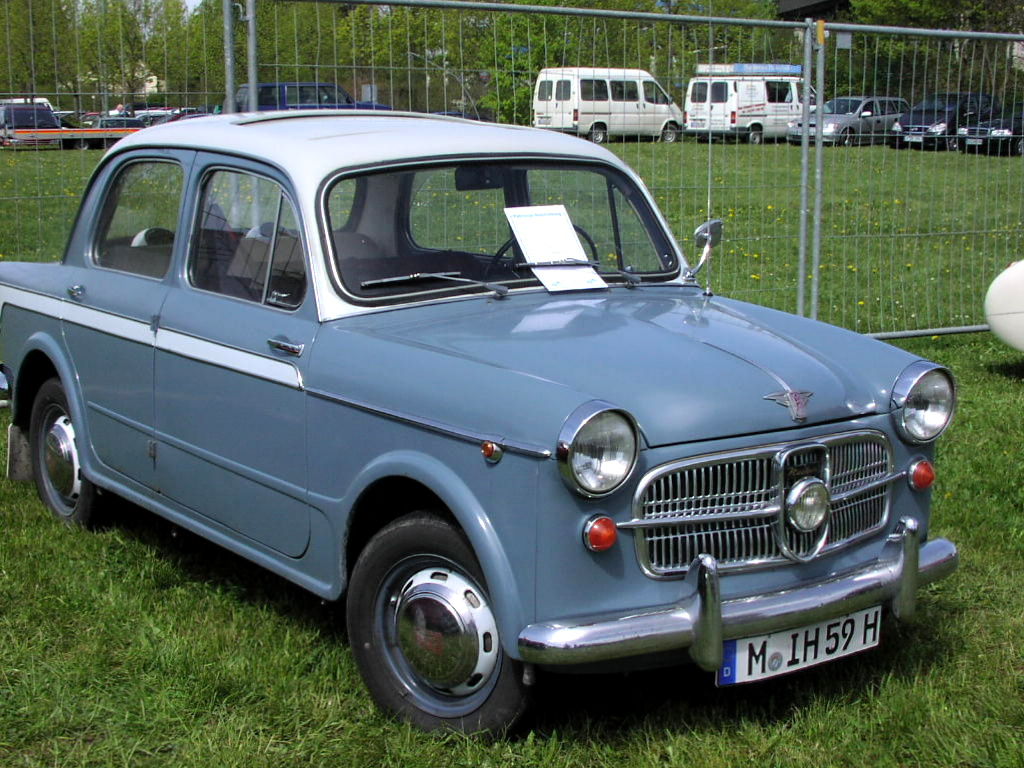
Une NSU-Fiat Neckar (1959)

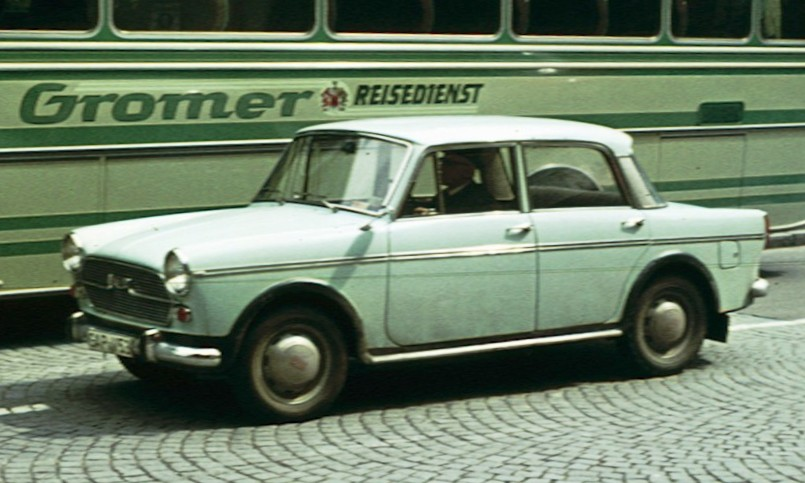
Une Neckar Europa Spezial (1962)

## 3ème série: NSU-Fiat Neckar et Neckar Spezial (1956-62)
En novembre 1960, suivant l'évolution du modèle chez Fiat en Italie, la Neckar 1100 est remplacée par deux nouveaux modèles :
- NSU-Fiat Neckar : elle conserve la carrosserie de l'ancienne version avec le toit légèrement arrondi, ses portières ouvrant face au vent, comme sur tous les modèles existants (dites aussi portes suicide) avec des vitres descendantes,
- NSU-Fiat Neckar Spezial : elle adopte la carrosserie de la nouvelle Fiat 1200 Gran Luce avec son toit quasiment plat, ses vitres agrandies grâce aux montants plus fins et ses portières ouvrant contre le vent.

Grâce à ce modèle, la filiale allemande de Fiat, Fiat-NSU, devient le sixième constructeur allemand avec une production annuelle de 41 175 véhicules.
En 1960, une version baptisée "Export" voit le jour. Elle est équipée de la version "G" du moteur Fiat développant 50 ch DIN, comme sur les Fiat 1100-103 E italiennes de 1956.
Contrairement à l'engagement pris par NSU lors de sa mise en faillite, de ne jamais vouloir reprendre la fabrication d'automobiles, en 1957 NSU décide de tenter à nouveau sa chance dans l'automobile et "négocie" (traîne Fiat au tribunal) avec Fiat la récupération du nom NSU. Malgré les documents contractuels signés en 1928 lors du rachat par Fiat, le 1er janvier 1960 Fiat-NSU doit changer de nom et devient Fiat Neckar.

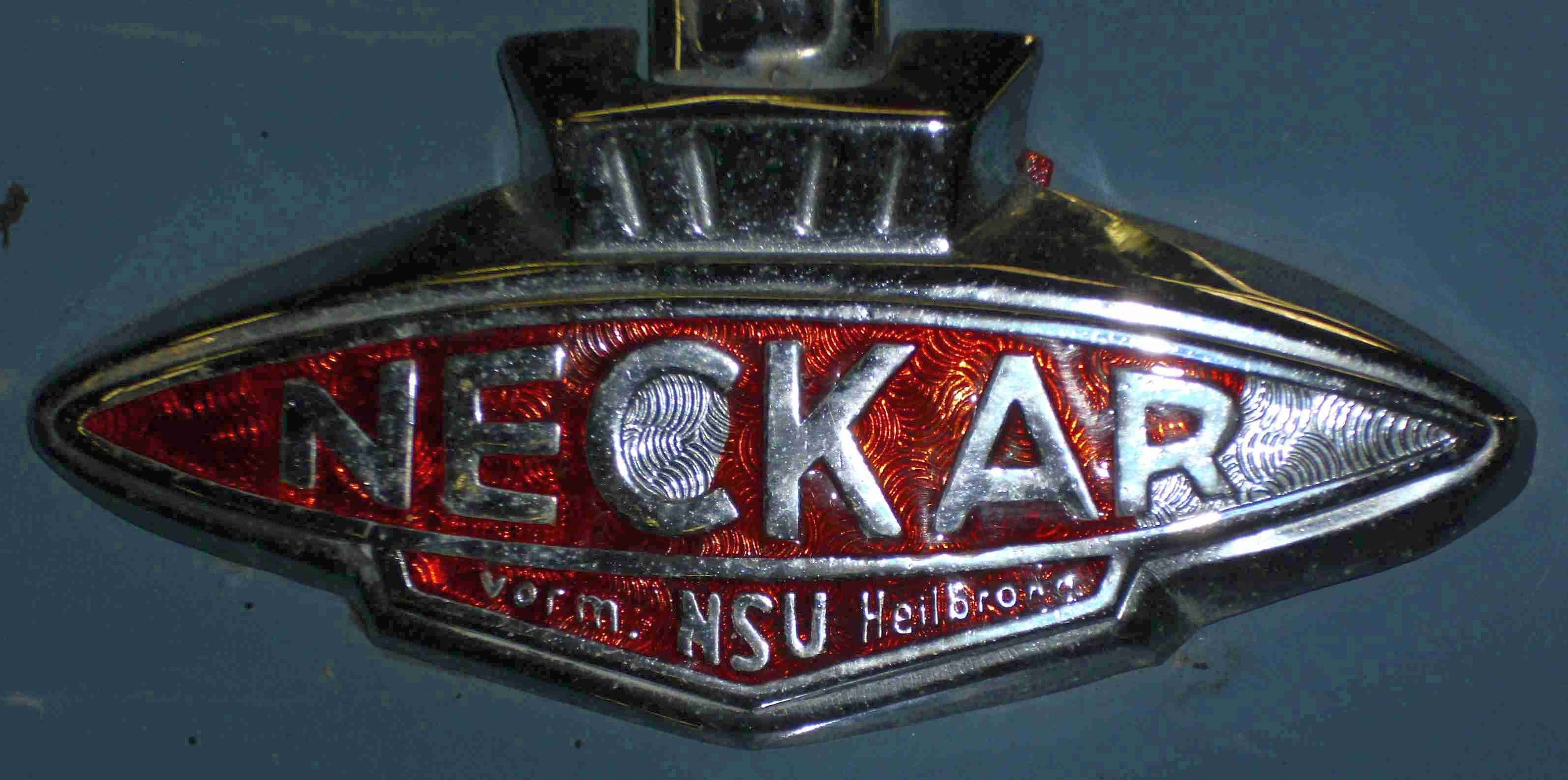
Logo Neckar 1re génération (1962)

## 4ème série: Fiat Neckar Europa (1962-63)
Pour se soumettre aux décisions arbitraires du tribunal allemand, la marque NSU-Fiat figurant sur les automobiles du constructeur allemand est remplacée par NECKAR. Pendant deux ans, sous le nom Neckar, figurera la mention "worm NSU Heilbronn" (ex NSU Heilbronn) avant d'être remplacée par "Licenz FIAT".
En 1962, les modèles Neckar et Neckar Spezial, bien que d'aspect différent, prennent le nom d'Europa. Le service communication du constructeur explique alors que les Neckar réunissent le meilleur de l'Europe, à savoir l'élégance et la technologie italienne avec la qualité allemande.

## 5esérie: Fiat Neckar Europa (1963-66)
À partir de janvier 1963, toutes les Neckar Europa suivent l'évolution de la Fiat 1100 D lancée en octobre 1962. Elles adoptent une nouvelle carrosserie largement retouchée avec notamment une face avant plus sobre et le moteur de 1 221 cm3 développant 50 ch DIN. Pour la première fois, la variante break est fabriquée.
La production des usines en Italie est saturée et Fiat ne pouvant satisfaire toutes les commandes de l'étranger, autorise Neckar à exporter ses modèles dans certains pays. Neckar exporte alors un tiers de sa production vers 22 pays.

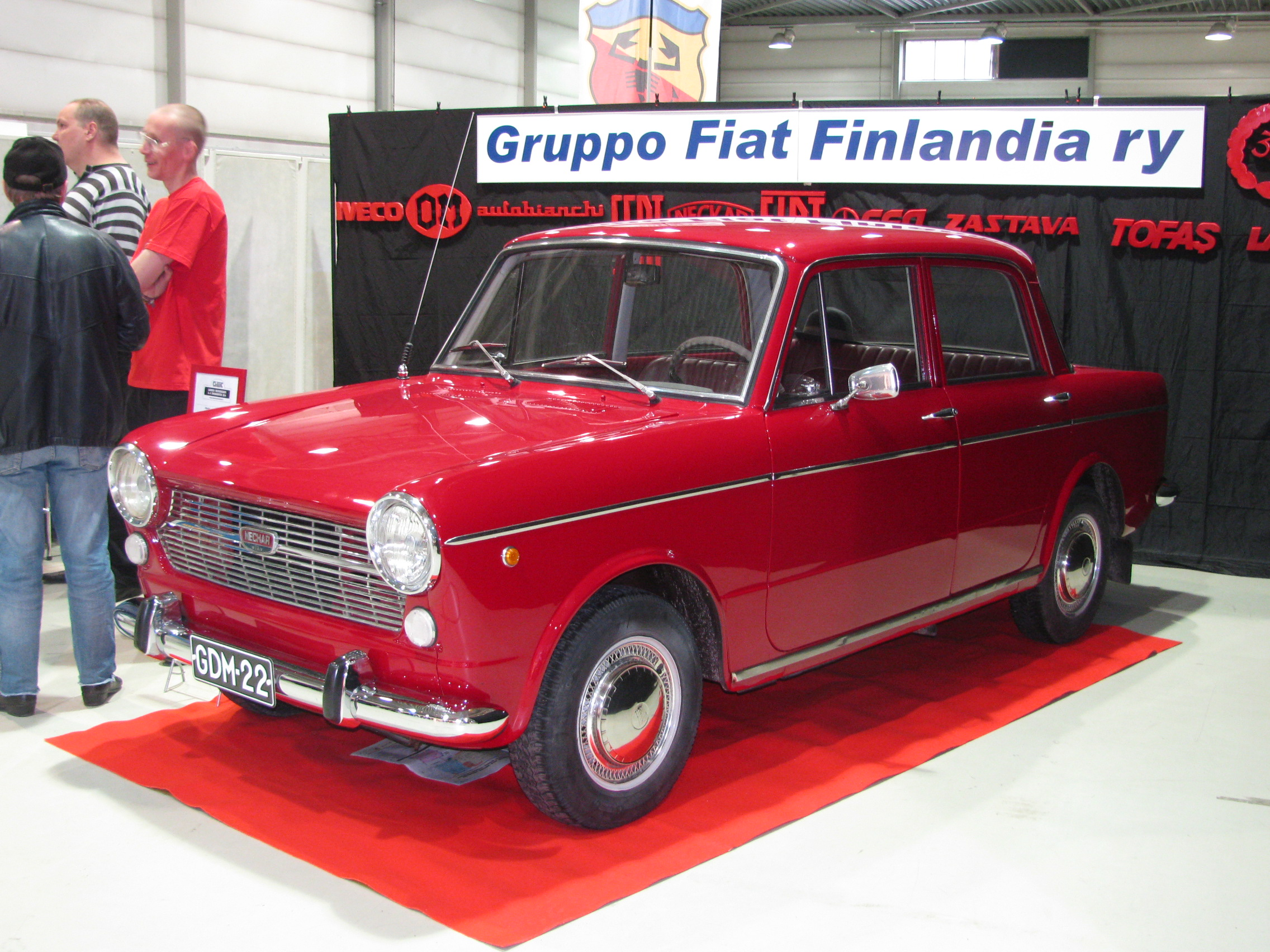
Une Neckar 1100 N - identique à la Fiat 1100-103 R

## 6esérie: Fiat Neckar 1100 N (1966-68)
En mars 1966, Neckar présente la 1100 N (N pour neue - nouvelle) qui bénéficie des mêmes évolutions que la Fiat 1100 en Italie, au niveau technique et esthétique. C'est la copie de la version 1100 R lancée en février 1966. Les ailerons, héritage des années 1950, ont totalement disparu, les feux arrière adoptent une forme ronde, repris de ceux de la Fiat 850 qui seront également utilisés sur les Simca 1300 / 1500. Le break n'est plus fabriqué.
Après quinze ans de carrière, la fabrication de la Fiat Neckar Europa 1100 s'arrête fin 1968 .

## Curiosité
À partir de 1962, les Neckar Europa exportées en Belgique seront baptisées Urania.